# Pacific Nations Cup 2006
La Pacific Nations Cup de 2006 fue la 1.ª edición del torneo de selecciones de rugby que organiza la ex International Rugby Board, hoy World Rugby.

## Equipos participantes
- Junior All Blacks
- Selección de rugby de Fiyi (Flying Fijians)
- Selección de rugby de Japón (Brave Blossoms)
- Selección de rugby de Samoa (Manu Samoa)
- Selección de rugby de Tonga (ʻIkale Tahi)

## Posiciones
| Pos. | Equipo            | Encuentros | Encuentros | Encuentros | Encuentros | Tantos  | Tantos    | Tantos     | Puntos Bonus | Puntos Totales |
| Pos. | Equipo            | jugados    | ganados    | empatados  | perdidos   | a favor | en contra | diferencia | Puntos Bonus | Puntos Totales |
| ---- | ----------------- | ---------- | ---------- | ---------- | ---------- | ------- | --------- | ---------- | ------------ | -------------- |
| 1    | Junior All Blacks | 4          | 4          | 0          | 0          | 167     | 47        | 120        | 4            | 20             |
| 2    | Samoa             | 4          | 2          | 0          | 2          | 121     | 88        | + 33       | 3            | 11             |
| 3    | Fiyi              | 4          | 2          | 0          | 2          | 92      | 94        | - 2        | 2            | 10             |
| 4    | Tonga             | 4          | 2          | 0          | 2          | 91      | 113       | - 22       | 1            | 9              |
| 5    | Japón             | 4          | 0          | 0          | 4          | 48      | 177       | - 129      | 0            | 0              |

Nota: Se otorgan 4 puntos al equipo que gane un partido y 2 al que empate
Puntos Bonus: 1 punto por convertir 4 tries o más en un partido y 1 al equipo que pierda por no más de 7 tantos de diferencia
|  | Campeón |

## Resultados

### Primera fecha
| 3 de junio | Fiyi | 17 - 35 | Junior All Blacks | ANZ National Stadium, Suva, Fiyi |  |

| 4 de junio | Japón | 16 - 57 | Tonga | Honjo Athletic Stadium, Kitakyushu, Japón |  |

### Segunda fecha
| 9 de junio | Junior All Blacks | 56 - 12 | Samoa | North Harbour Stadium, Auckland, Nueva Zelanda |  |

| 10 de junio | Tonga | 24 - 23 | Fiyi | Central Coast Stadium, Gosford, Australia |  |

### Tercera fecha
| 17 de junio | Samoa | 53 - 9 | Japón | Yarrow Stadium, New Plymouth, Nueva Zelanda |  |

| 17 de junio | Junior All Blacks | 39 - 10 | Tonga | Yarrow Stadium, New Plymouth, Nueva Zelanda |  |

### Cuarta fecha
| 24 de junio | Junior All Blacks | 38 - 8 | Japón | Carisbrook, Dunedin, Nueva Zelanda |  |

| 24 de junio | Fiyi | 23 - 20 | Samoa | ANZ National Stadium, Suva, Fiyi |  |

### Quinta fecha
| 1 de julio | Tonga | 0 - 36 | Samoa | Central Coast Stadium, Gosford, Australia |  |

| 1 de julio | Japón | 15 - 29 | Fiyi | Yanmar Stadium Nagai, Osaka, Japón |  |

| Bandera de Nueva Zelanda  |
| Campeón Junior All Blacks |
| Primer título             |